# Molí de Surroca
Molí de Surroca és una obra situada a la sortida est de la vall de Salarça, municipi de Camprodon (Ripollès) inclosa en l'Inventari del Patrimoni Arquitectònic de Catalunya.

## Descripció
Antic molí ubicat al costat de la riera de Salarça. Està format per diferents cossos, bastits en èpoques diverses. La part central disposa de planta rectangular i teulat a dues aigües sostingut per bigues de fusta i cobert per teules col·locades a salt de garsa. Disposa de baixos, destinats a obtenir la farina, amb un ampli porxo d'arc de mig punt, fet amb carreus molt ben tallats i dos capitells sense ornamentació. El pis superior, destinat a habitatge, té escala de pedra exterior i ampli porxo que protegeix la porta d'accés. Les altres edificacions annexes al cos principal són de plantes irregulars i teulats a una única vessant.
Les moles del molí de Surroca estan guardades a l'interior del molí. Les moles, en ser mogudes per les aigües de la riera de Salarsa escairaven el gra. A l'interior del molí, també s'hi poden trobar algunes piques per emmagatzemar i altres útils de ferro emprats pel moliner.
Actualment, l'estat de conservació és dolent i l'accés molt dificultós; hi ha perill d'enfonsament.

## Història
Com tota pairalia important, la casa pairal de Surroca va disposar d'un molí fariner propi a poca distància de la casa. Era impulsat per les aigües de la riera de Salarça. En Ramon Sala i Canadell i En Narcís Puigdevall en constaten la seva existència l'any 1699.